# Hugo Oelze
Max Hugo Oelze (* 9. Mai 1892 in Bremen; † 1967 in Amsterdam) war ein deutscher Jurist, Kaufmann und Kunstsammler.

## Leben
Max Hugo Oelze wurde 1892 in Bremen in eine Kaufmannsfamilie geboren. Seine Eltern waren Carl Albrecht Ferdinand Wilhelm Oelze und Ferdinanda Augusta Ebbeke, sein Bruder Friedrich Wilhelm Oelze erlangte als Briefpartner von Gottfried Benn Bekanntheit.
Hugo Oelze war studierter Jurist und lebte seit den 1920er-Jahren in Amsterdam, wo er im engen Kontakt zu seiner Heimatstadt Bremen mit Kunst handelte und auch eine private Sammlung aufbaute. 1928 und 1930 ist er mit seinem Wohnsitz Amsterdam nachgewiesen in den Aufsichtsräten der in Bremen ansässigen Firmen Menke & Co. (Besitzer sein Bruder Fredrich Wilhelm) und in der Großeinkaufsgesellschaft „Deutschland“ A.-G. (1930). 
Neben dem Verkauf eines Gemäldes vermachte er der Bremer Kunsthalle nach seinem Tod fünf Gemälde.

## Der Kunstsammler
Im Rahmen eines dreijährigen Forschungsprojekts der Kunsthalle Bremen wurde der bis dato wenig bekannten Biografie des Sammlers und der verschlungenen Wege der von ihm im Nationalsozialismus erstandenen Kunstwerke nachgegangen. Die Ergebnisse wurden der Öffentlichkeit im Winter 2014/2015 in der Ausstellung "Eine Frage der Herkunft" präsentiert.
Die Spuren von Hugo Oelze führen nach Amsterdam, das für den Nazi-Kunsthandel eine große Bedeutung hatte. Er hatte an der Heerengracht 590 seinen Sitz, das Haus hatte er von dem jüdischen Kaufmann Moses Schönberg gemietet, der 1943 im polnischen Vernichtungslager Sobibor ums Leben kam. „Zu Oelzes Kunden gehörte damals eben der Bremer auch die Hamburger Kunsthalle: Sie erwarb von Oelze unter anderem einen ‚Schmerzensmann‘ von Lukas Cranach und – 1943 – Gerard Ter Borchs ‚Toilette einer jungen Dame‘.“

### Das GemäldeIm Gras liegendes Mädchenvon Camille Pissarro
Das Gemälde Im Gras liegendes Mädchen (1882) von Camille Pissarro befand sich im Besitz der Familie van den Bergh. Nachdem die Niederlande am 10. Mai 1940 von der deutschen Wehrmacht überfallen wurde, war van den Bergh gezwungen, u. a. auch das Pissarro-Gemälde „Im Gras liegendes Mädchen“ zu verkaufen, um die Familie vor der Verfolgung durch die Nationalsozialisten zu retten und in den Untergrund zu gehen. 1942 ging das Bild für 23.000 Gulden an den Spediteur Dirk Lijnzaad, der es zu einem nicht bekannten Preis an Oelze verkaufte, der es in sein Amsterdamer Haus hängte und verfügte, dass es nach seinem Tod an die Kunsthalle in seiner Heimatstadt Bremen gehen solle.
Jaap (1908 bis 1958) und Ellen van den Bergh überlebten die Besatzungszeit in einem Versteck in Heemstede. Doch ihre beiden kleinen Töchter Rosemarie Ida und Frieda Marianne, die in einem in einem Kinderheim untergebracht waren, wurden verraten und im Konzentrationslager Auschwitz ermordet – sie waren acht und fünf Jahre alt. Die Eltern suchten jahrelang vergeblich nach ihnen.
Nach dem Krieg bemühte sich van den Bergh darum, das Werk zurückzubekommen. Doch da es nie nach Deutschland ausgeführt worden war, war nach damaligem Gesetz eine Restitution nicht möglich. 2016 fand sich in einem Archiv in Den Haag die Klärung der Besitzverhältnisse, so dass mit der Erbin der Familie van den Bergh, die 1946 in die USA emigriert war, Kontakt aufgenommen werden konnte. Unter der Bedingung, dass die tragische Geschichte ihrer Familie erzählt wird und damit auch die historische Aufklärung und die Erinnerung an das Schicksal ihrer beiden ermordeten Schwestern, war die nachgeborene Schwester bereit, das Bild gegen eine Kompensationszahlung dem Kunstverein in Bremen zu überlassen.